# Großnaundorf
Großnaundorf település Németországban, azon belül Szászország tartományban. Lakosainak száma 924 fő (2023. december 31.). Großnaundorf Pulsnitz és Lichtenberg községekkel határos.

## Népesség
A település népességének változása:
| Lakosok száma | 971  | 969  | 949  | 942  | 924  |
|               | 2017 | 2019 | 2021 | 2022 | 2023 |